# Exposition universelle de 2000
L'Expo 2000 est la 62e exposition universelle qui s'est déroulée à Hanovre, dans le land de Basse-Saxe en Allemagne, du 1er juin au 31 octobre 2000.

## Sélection
La ville d'Hanovre est sélectionnée le 13 juin 1990 par le Bureau international des expositions à 21 voix contre 20 pour la ville de Toronto. À noter que la RDA et la RFA ont eu un vote chacun, la réunification n'étant pas encore complète. L'expo doit représenter la réunification des deux Allemagne. La ville bénéficie d'un budget de 7 milliards de DM pour les travaux. Un reférendum local mené en 1992 révèle que 48,5 % des habitants de la ville sont contre l'organisation de l'expo. Les États-Unis refusent de participer à l'évènement.

## Déroulement
L'Expo 2000 est installée dans le quartier du parc des expositions de la ville de Hanovre. La commissaire générale est Birgit Breuel, ancienne coordinatrice de la rénovation de groupes industriels après la chute du mur de Berlin.
Le thème de l'exposition est « Homme, nature, technologie : un nouveau monde se fait jour ». 170 hectares y sont consacrés. 173 pays participent à l'évènement et 700 projets modèles à travers le monde sont organisés en parallèle.
L'évènement rencontre un petit engouement médiatique lorsque la photo du prince Christian de Hanovre urinant contre le pavillon turc circule dans la presse.

## Pavillons
Le pavillon français est réalisé en partenariat avec un groupe d’articles de sports (Decathlon) qui doit reprendre ensuite le bâtiment pour en faire un magasin.
Les pavillons les plus remarqués sont ceux des Pays-Bas avec ses différents étages thématiques, le palais ouvragé du Népal conçu par des centaines d'artisans, le palais du Yémen, l’innovation originale des pays baltes, le palais merveilleux des Émirats arabes unis, etc.
Le pavillon japonais est entièrement fait de papier. Il est prévu que trois quarts des pavillons soient démontés après l'évènement et remontés dans d'autres pays.
La plus grande place du monde est construite à la conjonction de tous les espaces d'exposition. Le plus grand pont piéton d'Europe est également bâti pour l'occasion.

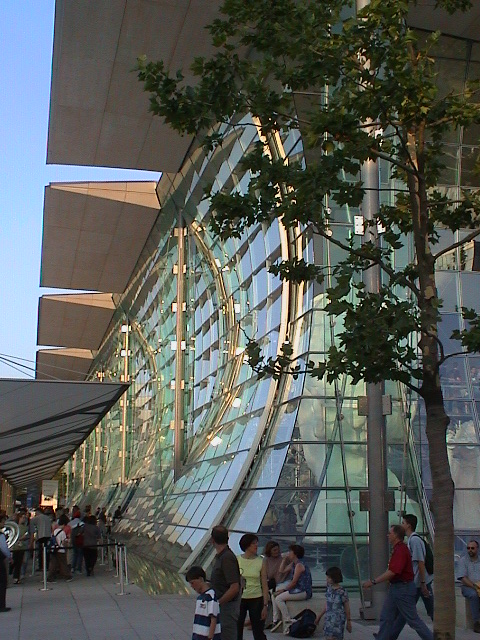
Pavillon de l'Allemagne.
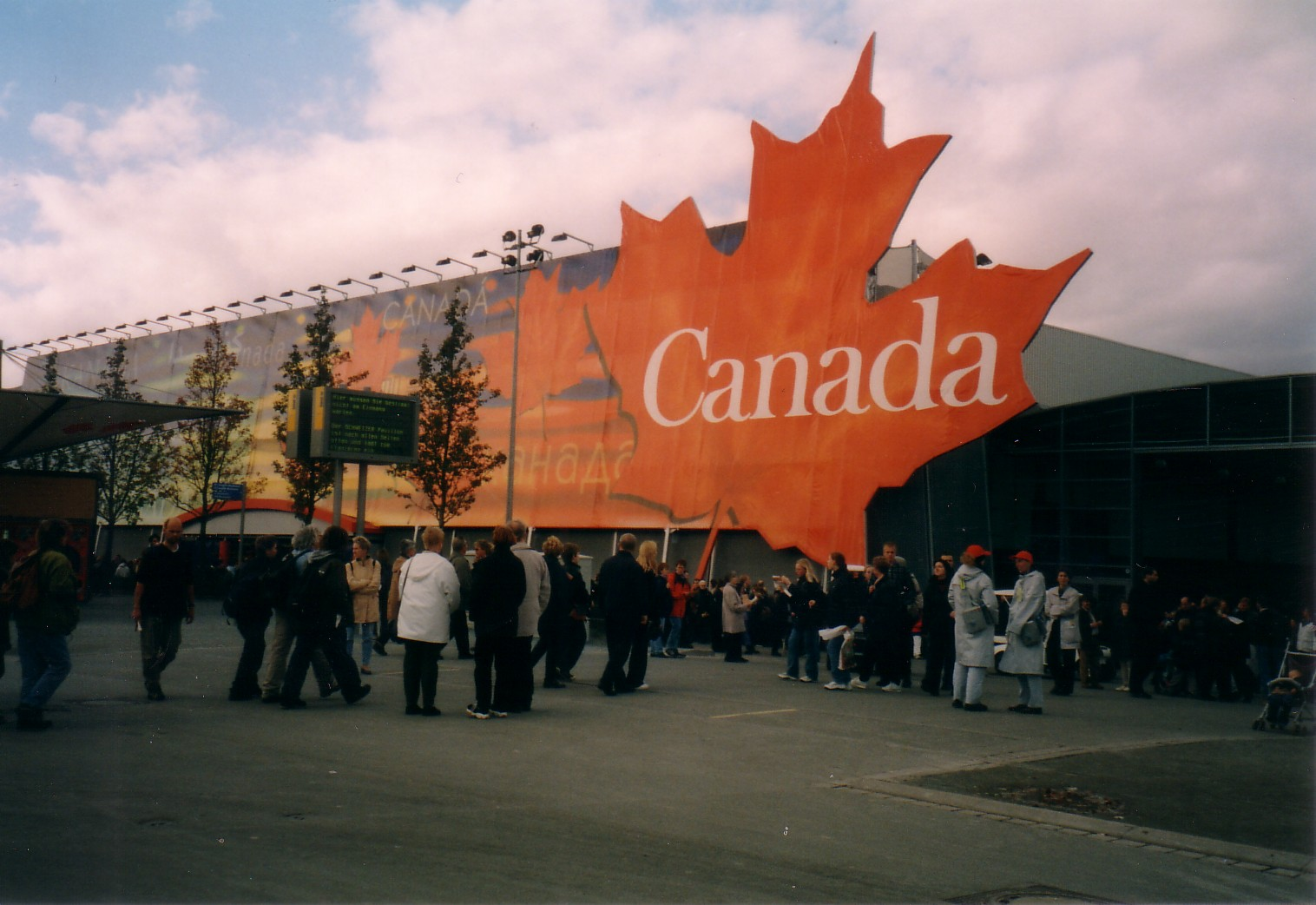
Pavillon du Canada.
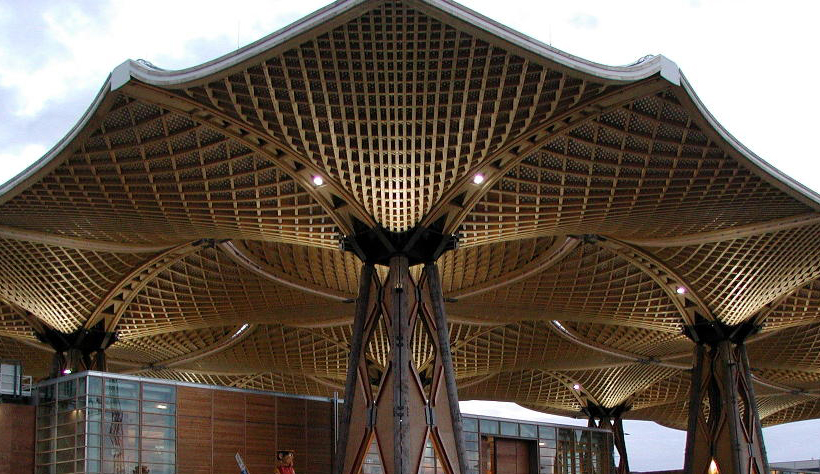
Expo 2000 Dach Holzkonstruktion.
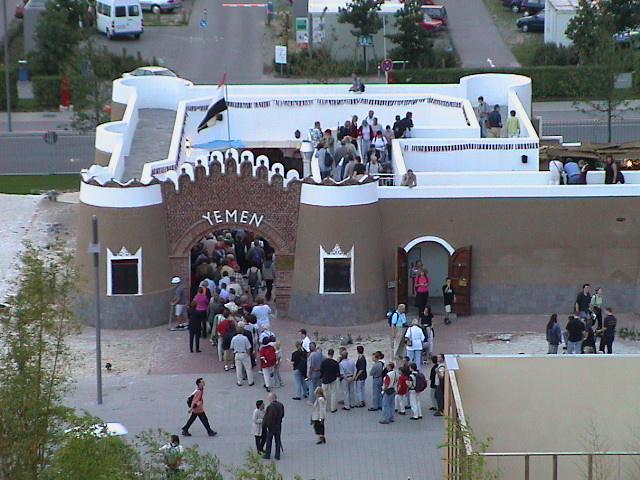
Pavillon du Yemen.
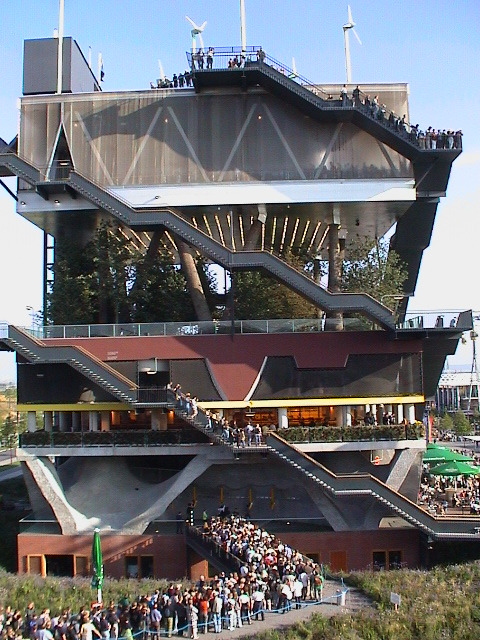
Pavillon des Pays-Bas.
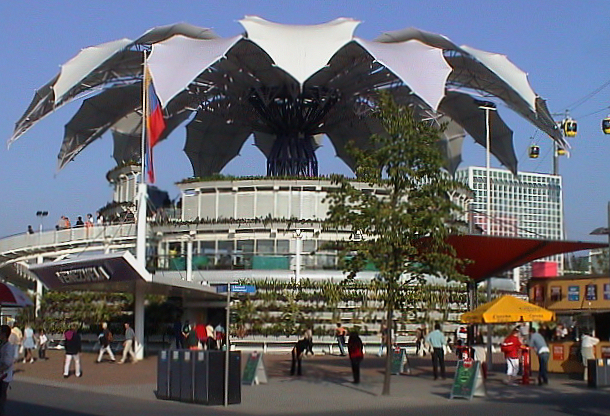
Pavillon du Venezuela.
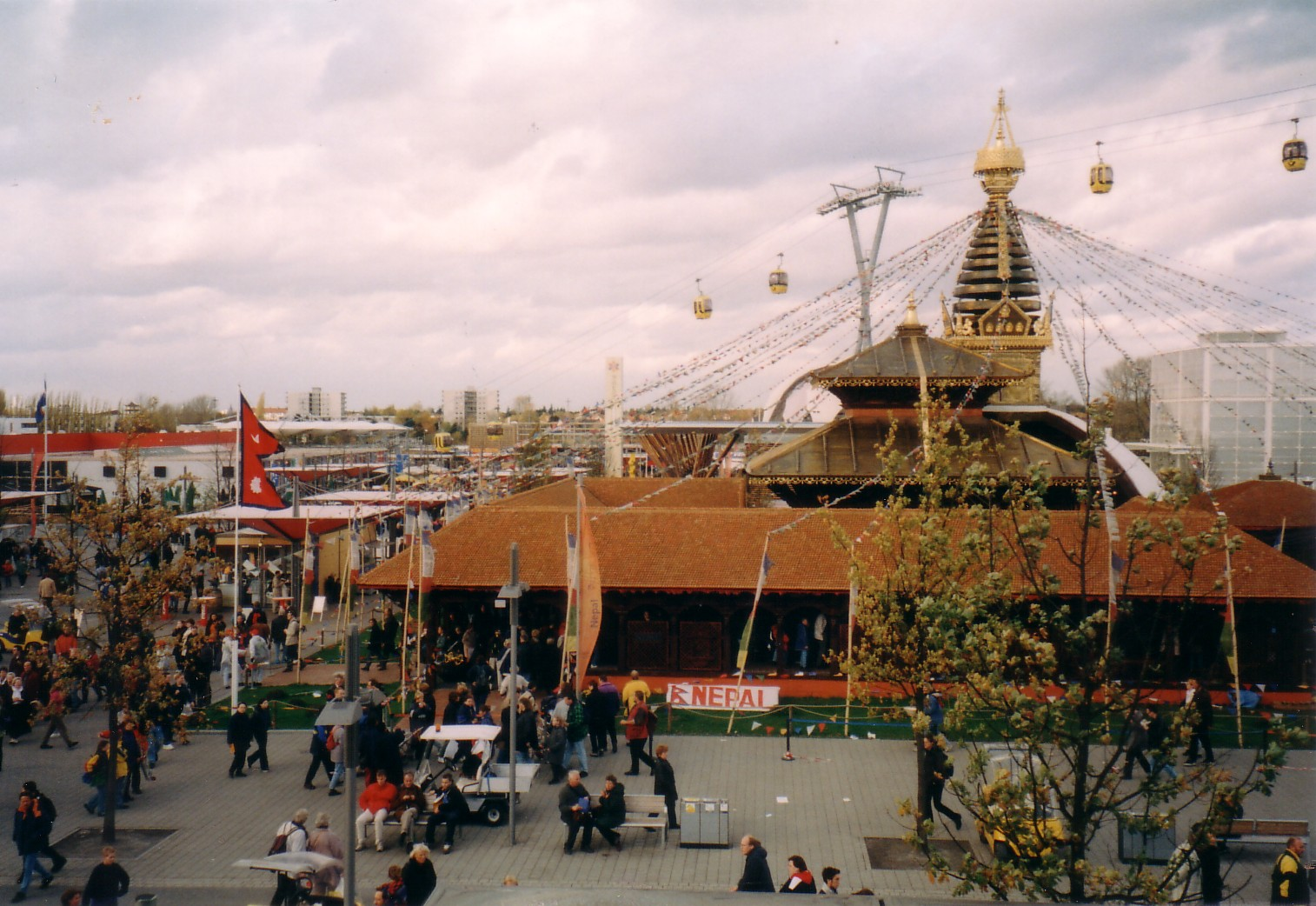
Pavillon du Népal.
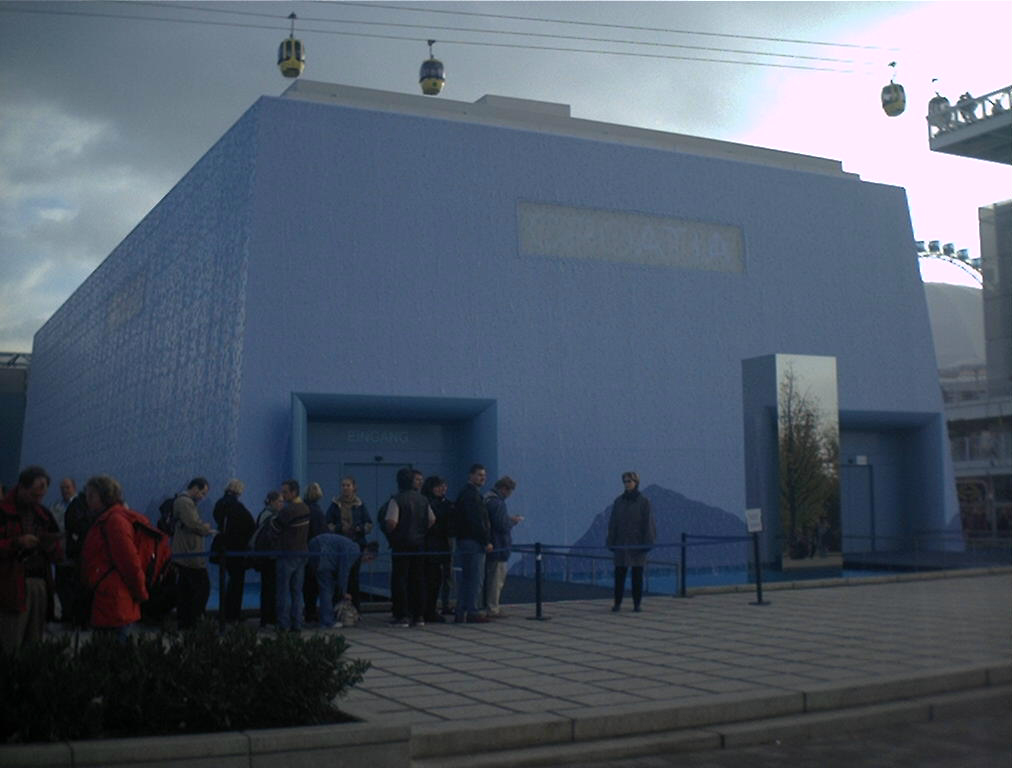
Pavillon de la Croatie.
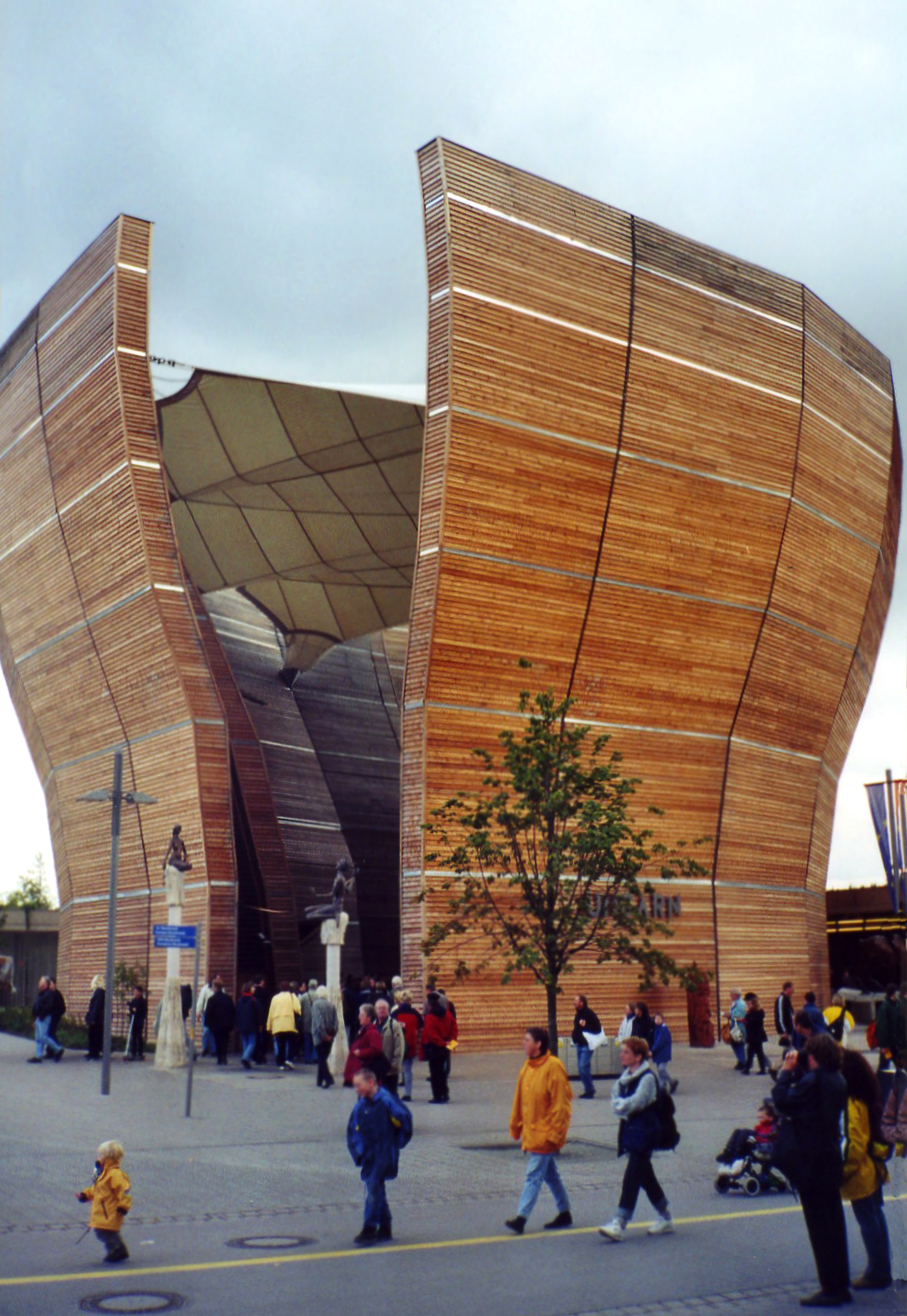
Pavillon de la Hongrie.
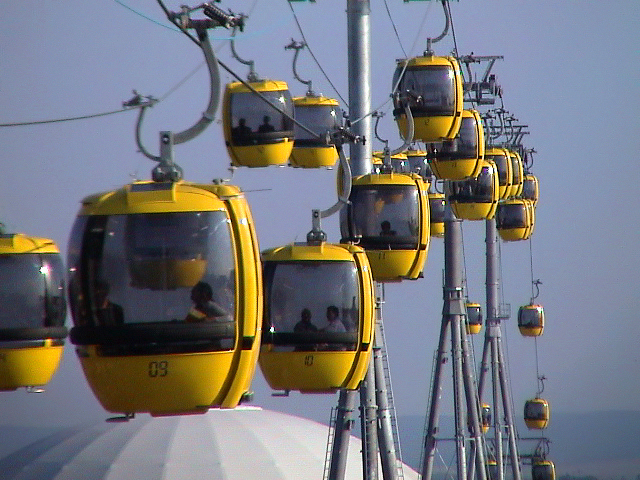
Télécabine.

## Réception
Bien qu'elle soit d'une superficie supérieure aux expositions précédentes, elle ne rencontre pas un grand succès public. Seule la moitié des 40 millions de visiteurs attendus est au rendez-vous. À l'aube du XXIe siècle, cet échec jette le doute sur la perennité du concept des expositions internationales,. Malgré un budget initial de 12 milliards de francs, l'Expo 2000 boucle ses comptes avec un déficit de 8 milliards de francs. De nombreux commerçants de la ville, et même la Deutsche Bahn, qui avaient dégagé des moyens supplémentaires pour l'évènement, accusent de lourdes pertes.